# 小弟拟管螺
小弟拟管螺（学名：Hemiphaedusa fraterminor）是柄眼目烟管蜗牛科台湾纺锤烟管蜗牛属的一种。

## 分佈
主要分布于中国大陆，常栖息在阴暗潮湿和多腐殖质的环境。

## 外部連結
- 維基物種上的相關：小弟拟管螺